# Caresse Crosby
Caresse Crosby, wł. Mary Phelps Jacob (ur. 20 kwietnia 1891 w New Rochelle, zm. 24 stycznia 1970 w Rzymie) – amerykańska wydawczyni, mecenaska sztuki, poetka i wynalazczyni, posiadaczka patentu na stanik.

## Życiorys
Urodziła się 20 kwietnia 1891 r. w New Rochelle jako Mary Phelps Jacob w zamożnej rodzinie zamieszkałej na Manhattanie i w Watertown. Uczęszczała do szkoły pani Chapin w Nowym Jorku, a potem do szkoły Rosemary Hall w Wallingford. Gdy w wieku 19 lat przygotowywała się na bal debiutantek, zauważyła że pod przeźroczystą suknią widoczne są usztywnienia gorsetu. Jako że dodatkowo gorset był bardzo ograniczający i wiele kobiet miało trudności z oddychaniem w nim, zdecydowała się stworzyć wygodniejszą i mniej uciążliwą alternatywę. W tym celu wykorzystała dwie jedwabne chusteczki do nosa i wraz ze służącą zszyła je razem za pomocą różowej wstążki i sznurka. Powstała w ten sposób bielizna była miękka i lekka, a także dopasowywała się do kształtu ciała użytkowniczki w znacznie bardziej wygodny sposób niż tradycyjne gorsety. Wkrótce jej wynalazek zyskał popularność wśród rodziny, przyjaciół, a nawet nieznajomych. Projekt Jacob był pierwszym biustonoszem, który cieszył się względnie szerokim użyciem. Dostrzegając potencjał swojego wynalazku, 12 lutego 1914 r. złożyła wniosek patentowy na ten projekt, a potem rozpoczęła sprzedaż. Patent na „miękki biustonosz bez pleców” otrzymała oficjalnie 3 listopada 1914 r. Chociaż podobne elementy garderoby podtrzymujące piersi istniały już wcześniej, ona jako pierwsza opatentowała bieliznę o nazwie „brassiere”.
Wyszła za mąż za Richarda Peabody’ego i przeprowadziła się do Bostonu, gdzie założyła przedsiębiorstwo Fashion Form Brassiere Company, które przez kilka lat produkowało biustonosze. Jako że prowadzenie firmy nie szło jej zbyt dobrze, sprzedała za 1500 dolarów swój patent na biustonosze przedsiębiorstwu Warner Brothers Company, które przez następne 30 lat czerpało z niego zyski, sprzedając najpopularniejszy biustonosz w kraju. Po przystąpieniu do I wojny światowej rząd USA zaczął domagać się, by kobiety przestały kupować gorsety w celu oszczędzania metalu niezbędnego do prowadzenia walk i dopiero od tego momentu zaczęły być one masowo zastępowane w damskiej modzie przez pozbawione metalu biustonosze. Spadek sprzedaży gorsetów w kraju uwolnił około 28 tys. ton metalu – wystarczająco dużo, by zbudować dwa pancerniki.
Po zakończeniu I wojny światowej jej małżeństwo rozpadło się, gdyż wojenne doświadczenia Richarda Peabody’ego były traumatyczne, w efekcie czego popadł w alkoholizm. Wraz z Peabodym mieli dwoje dzieci: syna Williama Jacoba i córkę Polly. 9 września 1922 r. wyszła ponownie za mąż, za Harry’ego Crosby’ego, wykształconego na Uniwersytecie Harvarda bratanka J.P. Morgana, również weterana I wojny światowej, który służył w II bitwie pod Verdun i w 1919 r. otrzymał francuski Krzyż Wojenny. Była od drugiego męża starsza o 6 lat. Para już dwa tygodnie po zawarciu znajomości rozpoczęła romans, który był obiektem powszechnych plotek w wyższych sferach Bostonu, gdyż była jeszcze wówczas mężatką.
Drugi mąż nie chciał pozostać w Stanach Zjednoczonych i już dwa dni po ślubie para przeniosła się do Paryża. To właśnie Crosby zasugerował, aby przyjęła nowe imię, co miało podkreślić nowy etap w jej życiu. Wówczas zaczęła nazywać siebie Caresse, a pod koniec 1924 r. mąż przekonał ją do formalnej zmiany imienia na Caresse. Para zamieszkała w starym młynie koło zamku księcia de la Rochefoucauld na przedmieściach Ermenonville, który nazwali Le Moulin du Soleil (pol. Młyn Słońca). Małżonkowie zakupili młyn podczas wizyty w tymże zamku. Młyn stał się miejscem przyjęć z artystami, w którym spotykali się z pisarzami, studiowali literaturę i zaczęli pisać oraz publikować własne prace. Jej mąż początkowo pracował dla swojego wuja w paryskim banku, ale wkrótce zmęczyło go życie zawodowe i pod koniec 1923 r. rzucił pracę. W latach 1922–1925 małżonkowie wiedli pełen przepychu styl życia finansowany ze sprzedaży obligacji i akcji, których dywidendy były wcześniej podstawą ich dochodów. Tworzyli tzw. otwarte małżeństwo i oboje mieli liczne romanse pozamałżeńskie.
Po opublikowaniu dwóch tomików własnej twórczości, z których nie byli technicznie zadowoleni, małżonkowie znaleźli drukarza, który do tamtej pory zajmował się głównie produkcją nekrologów. Para była bardzo zadowolona z wydania tomiku wierszy Red Skeletons i postanowiła założyć wydawnictwo, początkowo nazwane od ich czarnego charta, Narcisse Noir. W połowie 1928 r. nazwa wydawnictwa została zmieniona na Black Sun Press. Małżeństwo stało się mecenasami sztuki, patronując artystom z tzw. straconego pokolenia. Publikowali wczesne prace niektórych wpływowych później pisarzy czy poetów, w tym Kaya Boyle’a, D.H. Lawrence’a, Harta Crane’a, Ernesta Hemingwaya, Henry’ego Millera i Anaïs Nin, Jamesa Joyce’a i Archibalda MacLeisha. Black Sun Press słynęło z publikowania bogato oprawionych, typograficznie nienagannych książek. Tylko w 1929 r. opublikowali czternaście dzieł Jamesa Joyce’a, Ernesta Hemingwaya i Ezry Pounda, a Caresse wydała własny tomik poezji – Crosses of Gold.
Podczas gdy Caresse miała zrównoważony charakter, jej mąż coraz bardziej obsesyjnie myślał o śmierci. W 1928 r. poznał Josephine Noyes Rotch, która go miała zainspirować do napisania zbioru wierszy Transit of Venus. Szybko nawiązał z nią romans, którego nie przerwał jej ślub. Para zginęła 10 grudnia 1929 r. – Harry Crosby popełnił samobójstwo, wcześniej zabijając swoją kochankę. Po śmierci męża Caresse kontynuowała pracę pisarską i wydawniczą w Black Sun. Założyła również firmę księgarską Crosby Continental Editions.
W 1937 r. poślubiła młodszego od niej o dwadzieścia lat piłkarza Selberta Younga oraz kupiła i odnowiła zrujnowany dom w Bowling Green w stanie Wirginia, a później kupiła także zamek na północ od Rzymu oraz schroniska górskie na Cyprze i w Delfach. Otworzyła galerię sztuki w Waszyngtonie i założyła Portfolio, magazyn o sztuce i literaturze. Była również aktywna politycznie i założyła organizację Women Against War. W 1950 r. rozwiodła się z Youngiem i przeprowadziła się do Rocca Sinibalda we Włoszech, gdzie planowała stworzyć kolonię artystów. W 1953 r. opublikowała autobiografię zatytułowaną The Passionate Years.
Zmarła 24 stycznia 1970 r. w Rzymie.